# مسجد امبورک
مسجد امبورک (اردو: مسجد امبوڑک) مسجدی واقع در شگر در گلگت-بلتستان، پاکستان است. این مسجد یکی از قدیمی‌ترین مساجد در بلتستانو در شبه قاره هند است. میر سید علی همدانی این مسجد را ساخته‌ است. این بنا یکی از معروف‌ترین و برجسته‌ترین جاذبه‌های مهم توریستی در بلتستان است.

## موزه مسجد

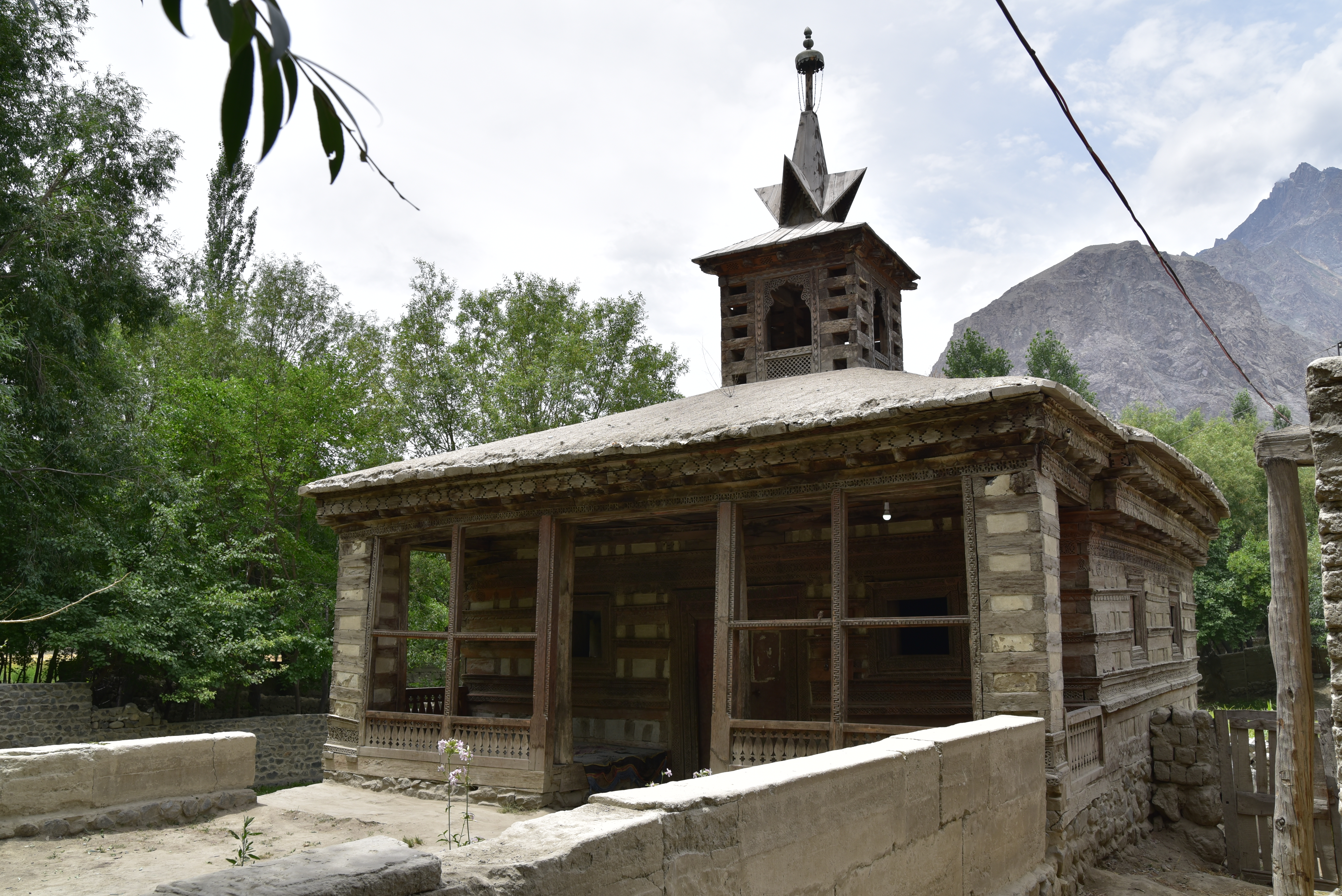
ورودی اصلی مسجد

یک موزه کوچک در داخل مسجد تأسیس شده‌است تا به ایجاد آگاهی در جامعه و القای رویکرد حفاظتی در میان جامعه نسبت به سازه‌ها شاخص محلی کمک کند.

## نوسازی و پشتیبانی
هزینه نوسازی این مسجد را سفارت نروژ در اسلام‌آباد و جامعه محلی پرداخته‌اند و AKCSP (سرویس فرهنگی آقاخان در پاکستان) کمک‌های فنی و نظارت بر پروژه را بر عهده داشت.

## جایزه شایستگی
- در سال ۲۰۰۵ یونسکو جایزهٔ میراث آسیا-اقیانوسیه را به این مسجد داد.[۲]

## مقالات مرتبط
- مسجد چقچن

## نگارخانه
|  |  |  |  |  |